# Sven Thiemann
Sven Thiemann (* 2. Juli 1974 in Oberhausen) ist ein deutscher Schauspieler und Schauspiellehrer.

## Leben
Er absolvierte seine Schauspielausbildung von 1991 bis 1995 in Freiburg und in München.
Seit 1995 arbeitet Thiemann als Schauspieler und hat mittlerweile in über 20 Film-und-Fernsehproduktionen mitgewirkt. Von 1996 bis 2011 spielte er als Charly Kolbe eine der Hauptrollen in der ARD-Vorabendserie Marienhof.
Thiemann ist der Leiter der IAF Internationale Akademie für Filmschauspiel in Köln.

## Filmografie
- 1993: Kirke
- 1994: Eifersucht (Kurzfilm)
- 1996: Kids von Berlin
- 1996: Schwurgericht (Fernsehserie, 1 Folge)
- 1996–2011: Marienhof (Fernsehserie, 3402 Folgen)
- 1997: Es geschah am hellichten Tag (Fernsehfilm)
- 1997: Coming In (Fernsehfilm)
- 1997: Aus heiterem Himmel (Fernsehserie, 1 Folge)
- 1998–2006: SOKO München (Fernsehserie, 4 Folgen, verschiedene Rollen)
- 1999: Küstenwache (Fernsehserie, 1 Folge)
- 1999: Forsthaus Falkenau (Fernsehserie, 1 Folge)
- 2000: Tatort: Bienzle und der Mann im Dunkeln (Fernsehreihe)
- 2000: Die Rote Meile (Fernsehserie, 1 Folge)
- 2000: Die Rettungsflieger (Fernsehserie, 1 Folge)
- 2000: Es geht nicht immer nur um Sex (Fernsehfilm)
- 2001: Tatort: Du hast keine Chance
- 2001: Gott ist ein toter Fisch
- 2005: Weiße Ameisen (Kurzfilm)
- 2006: Hammer & Hart (Fernsehfilm)
- 2008: Mein Traum oder Die Einsamkeit ist nie allein

## Theater
- 1995: Weilheimer Theatersommer – Sommernachtstraum
- 1995: Weilheimer Theatersommer – Unsere Kleine Stadt